# Josie Maran
Pour les articles homonymes, voir Maran.
Josie Maran est un mannequin et une actrice américaine, née le 8 mai 1978 à Menlo Park, en Californie (États-Unis).

## Biographie
Son père est d'origine polonaise et russe ; sa mère, quant à elle, est d'origine néerlandaise, française et allemande. Adolescente, elle ne rêve pas au monde de la mode. Ce sont la beauté et la grâce de Christy Turlington, image de Maybelline, qui lui donnent envie de devenir mannequin. Elle participe à son premier défilé de mode à douze ans, à San Francisco.
Elle a été l'une des égéries de Gemey Maybelline.
Choisie pour représenter le rouge à lèvres Rouge Water Shine, Josie Maran est également l'image de produits tels que le mascara Great Lash, le fond de teint Mati-Teint Pur, le vernis à ongles Water Shine Diamonds et le rouge à lèvres liquide Water Shine Liquid Diamonds.
En 1997, elle est figurante dans le clip "Everybody" des Backstreet Boys.
En 2005, EA Games la repère pour le jeu Need for Speed: Most Wanted. Elle y joue le rôle de Mia Townsend.
En 2007, elle a participé à l'émission américaine Dancing with the Stars.

## Filmographie

### Cinéma
- 2002 : The Mallory Effect de Dustin Guy : Mallory
- 2002 : Swatters d'Irving Schwartz : Susan
- 2004 : Van Helsing de Stephen Sommers : Marishka
- 2004 : Les Ex de mon mec (Little Black Book) de Nick Hurran : Lulu Fritz
- 2004 : Aviator (The Aviator) de Martin Scorsese : une « Cigarette Girl »
- 2005 : The Confession (Court-métrage) : Une femme
- 2006 : Profanations (The Gravedancers) de Mike Mendez : Kira Hayden

## Jeu vidéo
- 2005 : Need for Speed: Most Wanted : Mia (voix) (actrice)